# Lucian Cazan
Lucian Cristian Cazan (sinh ngày 25 tháng 12 năm 1989 ở Bucharest) là một cầu thủ bóng đá người România thi đấu cho Voluntari. Bố của anh, Paul Cazan, cũng từng là một cầu thủ bóng đá và là một huyền thoại của Sportul Studenţesc.

## Danh hiệu
Gaz Metan Mediaş
- Liga II: 2015–16

FC Voluntari
- Cúp bóng đá România: 2016–17